# Ternstroemia insignis
Ternstroemia insignis är en tvåhjärtbladig växtart som beskrevs av Wu. Ternstroemia insignis ingår i släktet Ternstroemia och familjen Pentaphylacaceae. Inga underarter finns listade i Catalogue of Life.